# Chadży-Umar Mamsurow
Chadży-Umar Dżyorowicz Mamsurow (ros. Хаджи-Умар Джиорович Мамсуров, ur. 2 września?/15 września 1903 we wsi Olginskoje w okręgu władykaukaskim w obwodzie terskim (obecnie w Osetii Północnej), zm. 5 kwietnia 1968 w Moskwie) – radziecki dowódca wojskowy, generał pułkownik, Bohater Związku Radzieckiego (1945).

## Życiorys
Urodził się w osetyjskiej rodzinie chłopskiej. W czerwcu 1918 wstąpił do Armii Czerwonej, służył w jednostkach kawalerii 11 Armii, uczestniczył w wojnie domowej w Rosji, od marca 1920 w składzie grupy operacyjnej Czeki likwidującej oddziały białych w obwodzie terskim. W marcu 1920 wstąpił do Komsomołu, w styczniu 1921 został pracownikiem politycznego aparatu armii (szwadronu przy wydziale specjalnym 11 Armii), w 1921 brał udział w podboju Gruzji przez Rosję radziecką. Od marca 1921 do maja 1923 studiował w Komunistycznym Uniwersytecie Pracujących Wschodu, w 1924 ukończył szkołę wojskowo-polityczną im. Woroszyłowa w Północnokaukaskim Okręgu Wojskowym i został wykładowcą okręgowej szkoły wojskowo-politycznej Północnokaukaskiego Okręgu Wojskowego i członkiem RKP(b). Jednocześnie w 1926 i 1927 jako komisarz szwadronu brał udział w likwidacji zbrojnych grup w Czeczenii i Dagestanie. Od maja do września 1927 był pomocnikiem komisarza pułku kawalerii, później komisarzem samodzielnego dagestańskiego narodowego dywizjonu kawalerii, a od maja 1929 komisarzem samodzielnego narodowego pułku kawalerii im. Sergo Ordżonikidze, z którym ponownie uczestniczył w likwidacji powstania antykomunistycznego w Czeczenii. W czerwcu 1932 ukończył kursy przy Akademii Wojskowo-Politycznej im. Tołmaczewa, w marcu 1933 objął dowództwo szwadronu kawalerii w Nadwołżańskim Okręgu Wojskowym w Kazaniu, od lutego 1935 pracował na kierowniczych stanowiskach w Głównym Zarządzie Wywiadowczym (Razwieduprze). Od października 1936 do września 1937 jako doradca wojskowy i specjalista od wojny partyzanckiej brał udział w wojnie domowej w Hiszpanii, przedstawiając się jako Macedończyk i występując pod pseudonimami „Ksanti” i „Faber”. W listopadzie 1936 został ranny w rękę i kontuzjowany. Podczas pobytu w Hiszpanii poznał Ernesta Hemingwaya, a także Michaiła Kolcowa i Ilję Erenburga. „Pułkownik Ksanti” był pierwowzorem jednego z bohaterów powieści Hemingwaya Komu bije dzwon. Po powrocie do ZSRR nadal pracował w Razwieduprze i choć podczas wielkiej czystki aresztowano i rozstrzelano pod zarzutem trockizmu jego stryja, rewolucjonistę Sachandżeri Mamsurowa, on sam nie był represjonowany.
W maju 1939 został szefem Wydziału Specjalnego Zarządu 5 Razwiedupru, 1939-1940 uczestniczył w wojnie z Finlandią, w styczniu 1940 został dowódcą specjalnej brygady 9 Armii wykonującej wypady na tyły Finów. Od września 1940 do maja 1941 uczył się na kursach doskonalenia wyższej kadry dowódczej przy Akademii Wojskowej im. Frunzego, w maju 1941 został szefem Zarządu Wywiadowczego Zakaukaskiego Okręgu Wojskowego. Po ataku Niemiec na ZSRR, 24 czerwca 1941 został odkomenderowany do dyspozycji Woroszyłowa dla wypełniania ważnych zadań związanych z działaniami Frontu Zachodniego, m.in. powierzono mu aresztowanie generała Dmitrija Pawłowa (byłego dowódcy Frontu) i przewiezienie go do Moskwy na początku lipca 1941. W połowie lipca 1941 zajmował się organizacją partyzantki i działań dywersyjnych na tyłach frontu, a wkrótce potem został p.o. dowódcy 311 Dywizji Piechoty, 24 sierpnia w walkach pod Czudowem został ranny w obie nogi i rękę. Po wyjściu ze szpitala w październiku 1941 został szefem Wydziału Wywiadowczego Frontu Rezerwowego, a po jego rozformowaniu w listopadzie 1941 szefem specjalnej grupy operacyjnej Głównego Zarządu Wywiadowczego Armii Czerwonej, w styczniu 1941 na własną prośbę otrzymał funkcję dowódczą, zostając dowódcą 114 Dywizji Kawalerii Północnokaukaskiego Okręgu Wojskowego w Groznym. W maju 1942 wrócił na front jako zastępca dowódcy 7 Korpusu Kawalerii Frontu Briańskiego, od sierpnia 1942 do stycznia 1943 był szefem Południowego Sztabu Ruchu Partyzanckiego przy Radzie Wojennej Frontu Północno-Kaukaskiego, pomocnikiem szefa i szefem Wydziału Operacyjnego Centralnego Sztabu Ruchu Partyzanckiego. Od stycznia do marca 1943 był zastępcą szefa Zarządu 2 Głównego Zarządu Wywiadowczego Armii Czerwonej, później dowódcą 2 Gwardyjskiej Krymskiej Dywizji Kawalerii, na czele której walczył do końca wojny. Brał udział w działaniach bojowych na Froncie Południowo-Zachodnim, Woroneskiego (m.in. bitwie o Dniepr) i 1 Frontu Ukraińskiego, w tym w operacji kijowskiej (m.in. opanowaniu Korostyszewa i Żytomierza), operacji żytomiersko-berdyczowskiej i rówieńsko-łuckiej (w tym w zajęciu Łucka i marszu na Dubno). 13 listopada 1943 otrzymał stopień generała majora. 19 marca 1944 został ranny.
Później uczestniczył w operacji lwowsko-sandomierskiej (m.in. opanowaniu Kamionki Strumiłowej), operacji wschodniokarpackiej (wrzesień-listopad 1944), wiślańsko-odrzańskiej, dolnośląskiej i berlińskiej, w tym w forsowaniu Łaby na południe od Torgau (21 kwietnia 1945). 24 czerwca 1945 wziął udział w Paradzie Zwycięstwa w Moskwie. Po wojnie nadal dowodził 2 Gwardyjską Dywizją Kawalerii, w sierpniu 1946 objął dowództwo 3 Gwardyjskiej Samodzielnej Brygady Piechoty w Moskiewskim Okręgu Wojskowym, od marca 1947 do grudnia 1948 studiował w Wyższej Akademii Wojskowej im. Woroszyłowa, po czym został dowódcą 27 Dywizji Zmechanizowanej 38 Armii w Karpackim Okręgu Wojskowym. Od lutego 1951 do czerwca 1955 dowodził 27 Korpusem Piechoty 13 Armii (od 3 sierpnia 1953 w stopniu generała porucznika), później 38 Armią w Iwano-Frankiwsku. Od lipca 1957 ponownie pracował w GRU, w którym w październiku 1957 objął funkcję I zastępcy szefa. Został pochowany na Cmentarzu Nowodziewiczym. Jego imieniem nazwano ulicę we Władykaukazie.

## Odznaczenia
- Złota Gwiazda Bohatera Związku Radzieckiego (29 maja 1945)
- Order Lenina (trzykrotnie, 3 stycznia 1937, 29 maja 1945 i 5 listopada 1946)
- Order Czerwonego Sztandaru (pięciokrotnie, 21 czerwca 1937, 21 maja 1940, 3 listopada 1944, 20 czerwca 1949 i 22 lutego 1968)
- Order Kutuzowa I klasy (18 grudnia 1956)
- Order Suworowa II klasy (13 listopada 1943)
- Order Wojny Ojczyźnianej I klasy (13 września 1944)

I medale ZSRR oraz odznaczenia zagraniczne.